# Gewelkt
Als gewelkt bezeichnet man Pflanzenteile wie Blätter, Blüten oder Früchte, wenn sie nach dem Pflücken oder Ernten für gewisse Zeit einem natürlichen, allmählichen (Aus-)Trocknungsvorgang ausgesetzt waren. Insofern ist das Welken von anderen Trocknungsprozessen wie Dörren oder Gefriertrocknung zu unterscheiden, die einen (künstlich) beschleunigten Wasserentzug zum Zweck der Konservierung herbeiführen sollen.
Besondere Bedeutung hat das Welken bei der Herstellung von eingelegten Kapern. Die geschlossenen Blütenknospen des Kapernstrauchs werden nach dem Ernten zunächst für 1–2 Tage gewelkt, bevor sie eingesalzen oder in Essig eingelegt werden. Durch die einsetzende Trocknung beginnen die zunächst getrennten Inhaltsstoffe Myrosinase und Glucocapparin miteinander zu reagieren. Die hierbei entstehenden Senföle verleihen der zuvor ungenießbaren Kaper ihren charakteristischen Eigengeschmack.